# Quentin Fillon Maillet
Pour les articles homonymes, voir Fillon (homonymie) et Maillet.
Quentin Fillon Maillet, né le 16 août 1992 à Champagnole dans le Jura, est un biathlète français. Issu d'une famille de skieurs, il est le premier athlète de son pays à gagner cinq médailles dans les mêmes Jeux olympiques d'hiver, à Pékin en 2022 et un des trois Français à totaliser un record de cinq podiums dans une seule édition, aux Jeux olympiques en général, 98 ans après l'escrimeur Roger Ducret. Le 12 mars 2022, il devient le quatrième biathlète français après Patrice Bailly-Salins, Raphaël Poirée et Martin Fourcade à remporter le classement général de la Coupe du monde.
Il commence sa jeune carrière au ski club de Saint-Laurent-en-Grandvaux, en Franche-Comté. C'est en 2012 qu'il réalise ses premières courses en IBU Cup où il réalise rapidement de très bons résultats, ce qui lui permet d'être sélectionné en équipe de France pour la saison 2013-2014 et de devenir titulaire indiscutable en 2014-2015, remportant notamment des victoires avec les relais hommes et mixte. Après avoir obtenu douze podiums individuels, il signe la première victoire de sa carrière en Coupe du monde le 27 janvier 2019 à l'arrivée de la mass-start d'Antholz-Anterselva, avant de remporter ses premières médailles individuelles aux championnats du monde à Östersund 2019, en se classant troisième du sprint et de la poursuite. Aux championnats du monde 2020 à Antholz-Anterselva, il gagne deux nouvelles médailles d'argent sur le sprint et la mass-start, ainsi qu'une médaille d'or avec le relais hommes.
La saison 2021-2022 est la meilleure de sa carrière avec notamment dix victoires individuelles (dont six en poursuite) remportées au cours de l'hiver. Aux Jeux de Pékin 2022, il gagne cinq médailles en six courses, dont l'or sur l'individuel et la poursuite, ainsi que l'argent en relais mixte, en sprint et en relais hommes. Ses résultats olympiques sont dans la lignée de la Coupe du monde régulière qu'il domine largement. Il décroche ainsi les deux petits globes de cristal du sprint et de la poursuite, manque de peu celui de la mass-start, et surtout s'adjuge le gros globe de cristal du classement général, dont il sécurise le gain à une étape de la fin de la saison, à Otepää.

## Carrière

### 2013-2018: De sa première sélection en Coupe du monde aux Jeux olympiques 2018
Il reçoit sa première sélection aux Championnats du monde jeunesse en 2011 à Nové Město, où il enregistre son meilleur résultat individuel sur la poursuite avec une 11e place.
Il fait ses débuts chez les séniors en IBU Cup en fin d'année 2012 et obtient une 4e place dans l'individuel de Beitostølen.
En 2013, il remporte son premier titre dans l'épreuve du relais mixte juniors des Championnats d'Europe disputés à Bansko, en Bulgarie, en compagnie notamment d'Anaïs Chevalier. Il se classe la même année à la deuxième place du relais des Championnats du monde juniors d'Obertilliach, en Autriche.
Il commence la saison 2013-2014 avec une nouvelle 4e place en IBU Cup lors de l'individuel de Beitostølen, obtenant sa première sélection en Coupe du monde pour l'étape du Grand-Bornand. Il participe au total à 15 épreuves de Coupe du monde obtenant pour meilleurs résultats une 14e place lors de la poursuite d'Anterselva ainsi qu'une 13e place lors du sprint d'Oslo-Holmenkollen.
Lors de la saison 2014-2015, il obtient son premier podium individuel en Coupe du monde à l'occasion de la mass start de Ruhpolding : il parvient à tirer à 20 sur 20 et mène tout le dernier tour jusqu'à la ligne d'arrivée où un sprint à trois est lancé entre lui, l'Allemand Simon Schempp et le Tchèque Michal Šlesingr. Il finit finalement deuxième dans le même dixième que ses deux adversaires, devancé par Schempp sur la photo finish. En 2015, il intègre l'Equipe de France Douane.
Il remporte en mars 2016 à Oslo le titre mondial du relais mixte avec Anaïs Bescond, Marie Dorin-Habert et Martin Fourcade.
Lors des championnats du monde de biathlon 2017, il participe au relais mixte avec l'équipe de France, mais pénalise son équipe avec un tour de pénalité et quatre pioches ; il décroche toutefois le titre de vice-champion.
Aux Jeux olympiques d'hiver de 2018, il est 48e du sprint, 44e de la poursuite et 29e de la mass start.
Quentin Fillon Maillet termine 3e du sprint de Kontiolahti le jeudi 8 mars 2018, derrière le Russe Anton Shipulin, vainqueur, et le Letton Andrejs Rastorgujevs, second.

### Saison 2018-2019:3ede la Coupe du monde et double médaillé de bronze aux championnats du monde

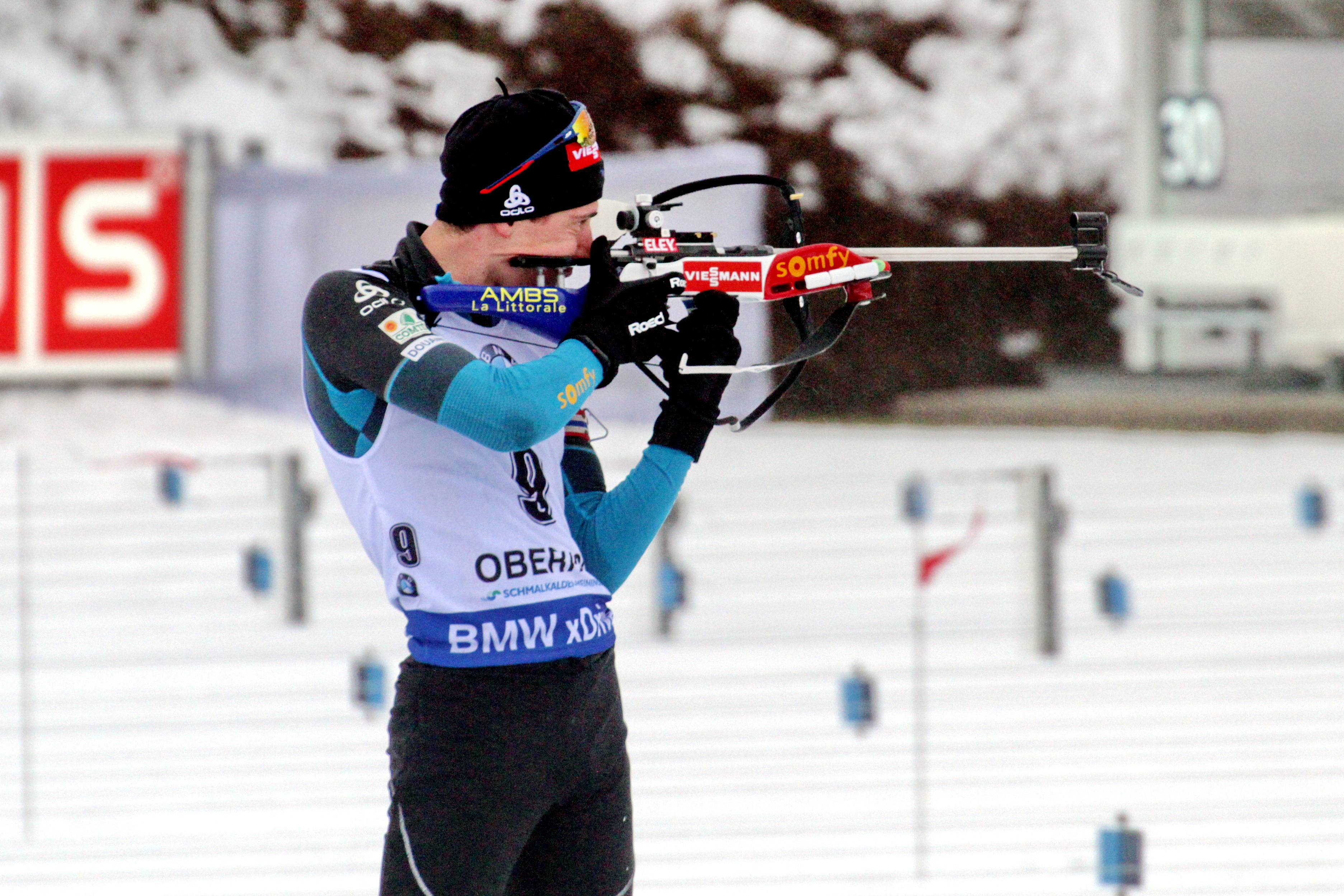
Fillon Maillet à Oberhof en 2018.

Lors de la saison 2018-2019, il fait régulièrement partie des plus rapides à ski, ce qui se concrétise tout d'abord par quatre podiums (2e de la poursuite de Pokljuka, 2e de la mass-start de Nové Město na Moravě, 3e de la mass-start de Ruhpolding et de la poursuite d'Anterselva). Ensuite, il met un coup d'arrêt à l'hégémonie de Johannes Thingnes Bø le 27 janvier en lui tenant tête durant toute la mass-start d'Anterselva, puis grâce à un sans-faute au tir, termine la course en vainqueur, détaché, 14 secondes devant le leader norvégien du classement général. Il s'agit du treizième podium individuel de Quentin Fillon Maillet et surtout de sa première victoire de sa carrière. Le 16 février, parti 6e après le sprint, il prend le meilleur dans le final sur Vetle Sjåstad Christiansen et remporte la poursuite de Soldier Hollow, sa deuxième victoire, en étant l'un des seuls concurrents à réaliser un 20 sur 20 au tir.

#### Championnats du monde à Östersund et fin de saison
Lors des championnats du monde à Östersund, Quentin Fillon Maillet remporte sa première médaille mondiale individuelle en terminant troisième du sprint disputé le 9 mars. Avec un sans-faute au tir et le deuxième temps à ski, il parvient à monter sur le podium derrière le vainqueur Johannes Thingnes Bø, à trois secondes du médaillé d'argent Aleksandr Loguinov et trois dixièmes de seconde devant Dmytro Pidruchnyy. Le lendemain, il remporte une nouvelle médaille de bronze à l'arrivée de la poursuite, bien qu'il aurait pu s'attribuer la victoire. En effet, malgré deux erreurs au premier tir couché, il est présent dans le groupe de chasse qui arrive dans le stade pour le quatrième tir (debout) à environ une minute de Johannes Bø, dont on pense qu'il a déjà course gagnée. Mais le Norvégien ouvre la porte en ratant trois cibles pour autant de tours de pénalité. Fillon Maillet rate sa cinquième cible et laisse partir Dmytro Pidruchnyi qui réalise le sans faute et déborde Bø. Ce dernier ressort de ses boucles de pénalité à 15 secondes de l'Ukrainien qui s'impose, tandis que le Français se bat dans le dernier tour pour le bronze avec Tarjei Bø, qu'il parvient à devancer sur la ligne d'arrivée.
Quentin Fillon Maillet termine sa saison par un dernier podium à Oslo-Holmenkollen lors de la dernière étape de la Coupe du Monde, en finissant troisième du sprint. À la fin de la saison, il termine troisième du classement général de la Coupe du Monde, son meilleur résultat en carrière.

### Saison 2019-2020: La saison de la confirmation
Quentin Fillon Maillet commence sa saison 2019-2020 par une douzième place au sprint à Östersund, lieu de la première étape de la Coupe du Monde. Il se rattrape cependant trois jours plus tard sur l'individuel, en montant une première fois sur podium après avoir fini troisième d'une épreuve largement dominée par les Français puisque ceux-ci trustent les quatre premières places. Lors de cette étape, il monte également sur la deuxième marche du podium avec l'équipe de France de relais masculin derrière la Norvège.
Après une étape à Hochfilzen où il brille peu à titre individuel (14e en sprint, 9e en poursuite), il remonte sur le podium lors du sprint au Grand-Bornand grâce notamment à un 10 sur 10 au tir qui lui permet de prendre la troisième place juste devant Johannes Bø. Ce dernier prend sa revanche à l'occasion de la poursuite en s'imposant devant Fillon-Maillet qui avait pourtant réussi une nouvelle fois une course parfaite au niveau du tir (20 sur 20). Le Français conclut cette étape par une quatrième place sur la mass-start.
Pour la quatrième étape de la Coupe du Monde à Oberhof, Fillon Maillet ne réalise pas de grandes performances au niveau individuel lors du sprint et de la mass-start, plombé par de nombreuses erreurs au tir à chaque reprise (19e au sprint avec quatre fautes, 16eme à la mass-start avec six fautes). Sur le relais masculin, il règle toutefois la mire et permet à l'équipe de France d'arracher la deuxième place derrière la Norvège. À Ruhpolding, le week-end suivant, il réalise une grande étape de Coupe du Monde, s'offrant une victoire avec le relais masculin ainsi que deux deuxièmes places au sprint et à la poursuite, à chaque fois derrière Martin Fourcade,. Le 26 janvier, lors de la dernière étape de la Coupe du Monde avant le Championnat du Monde, il remporte sa première course de la saison à Pokljuka sur la mass-start devant l'Allemand Benedikt Doll et Johannes Bø. Il termine également septième de l'individuel avec le meilleur temps à ski et gagne le relais mixte avec Simon Desthieux, Julia Simon et Justine Braisaz.

#### Championnats du monde à Antholz-Anterselva et fin de saison
Pour sa première course aux championnats du monde 2020 organisés à Antholz-Anterselva, Quentin Fillon Maillet participe au relais mixte en compagnie de Julia Simon, Justine Braisaz et Martin Fourcade. Alors que l'équipe de France est seulement douzième au moment où Fillon-Maillet prend le relais, il parvient à terminer la course à la septième place en réalisant le meilleur temps à ski de son groupe et en ne ratant aucune balle au tir. Le 15 février, il décroche la première médaille d'argent de sa carrière dans des Mondiaux lors du sprint, à seulement 6,5 secondes du Russe Aleksandr Loguinov, et ce en ayant encore une fois réalisé le meilleur temps à ski malgré une faute au tir couché. Le lendemain sur la poursuite, il ne peut pas jouer le podium et se classe septième, plombé d'entrée par quatre fautes à son premier tir couché. Il termine à la même place lors de l'individuel, handicapé encore une fois par un trop grand nombre de fautes au tir. Il se reprend lors du relais masculin qu'il remporte en tant que dernier relayeur avec Martin Fourcade, Simon Desthieux et Emilien Jacquelin. Il s'agit de sa deuxième médaille d'or en relais dans des championnats du monde après celle décrochée en 2016 avec le relais mixte. Enfin le 23 février, il glane une seconde médaille d'argent individuelle dans ces Mondiaux lors de la mass-start, battu seulement par le Norvégien Johannes Boe, auteur d'un sans-faute au tir.
Le 6 mars à Nove Mesto, au cours de la septième étape de Coupe du monde, il est à nouveau devancé par Johannes Thingnes Boe sur le sprint mais signe tout de même son neuvième podium de la saison. Sur la mass-start, il ne peut pas jouer les premiers rôles, en raison d'un mauvais choix de fartage selon l'encadrement de l'équipe de France, et termine à la huitième place malgré un 19 sur 20 au tir. S'il est encore en course pour le gros globe de cristal à la veille de l'ultime étape de la saison à Kontiolahti en Finlande, ses espoirs de titre s'envolent après une septième place sur le sprint, et ce alors qu'il avait réalisé un sans-faute au tir. Il conclut cependant sa saison sur une bonne note en prenant la deuxième place de la poursuite le lendemain derrière Martin Fourcade après avoir effectué une belle remontée. Pour la deuxième année d'affilée, il finit troisième du classement général de la Coupe du monde derrière Martin Fourcade et Johannes Thingnes Boe.

### Saison 2020-2021: nouvelle médaille de bronze aux Mondiaux
Après deux premières étapes de Coupe du Monde à Kontiolahti où il se montre peu à son avantage, le Français décroche son premier podium de la saison 2020-2021 lors de la troisième étape à Hochfilzen le 12 décembre, où il prend la deuxième place du sprint grâce à un 10 sur 10 au tir, derrière le Norvégien Johannes Dale. Le lendemain, il gagne la poursuite devant Emilien Jacquelin, avec une nouvelle fois un sans-faute au tir, remportant la quatrième victoire de sa carrière. Il remonte sur le podium en janvier lors de l'épreuve de l'individuel à Antholz-Anterselva, après avoir arraché la troisième place pour un dixième de seconde devant l'Italien Lukas Hofer. Le lendemain, il remporte le relais hommes avec ses coéquipiers Antonin Guigonnat, Simon Desthieux et Emilien Jacquelin, son deuxième succès de la saison avec l'équipe de France après Oberhof. Il conclut cette étape de Coupe du monde par un nouveau podium, une deuxième place sur la mass-start derrière Johannes Bø, après un 18 sur 20 au tir.
Aux Mondiaux de Pokljuka en Slovénie, Quentin Fillon Maillet se classe sixième du sprint puis échoue au pied du podium lors de la poursuite, malgré une belle remontée après avoir manqué deux cibles à son premier tir couché. Il décroche par la suite deux autres médailles en chocolat, une lors de l'individuel, où il est coupable de deux fautes au tir malgré le deuxième temps de ski, et une autre lors du relais masculin, où il doit concéder un tour de pénalité. Finalement, il arrache la médaille de bronze sur la mass-start grâce à une belle remontée dans le dernier tour, qui lui permet de terminer derrière les Norvégiens Sturla Holm Laegreid et Johannes Dale.
Lors de l'avant-dernière étape de la saison à Nove Mesto le 11 mars, il décroche la cinquième victoire de sa carrière, la deuxième de sa saison et la première sur le format du sprint, après avoir réussi un 10 sur 10 au tir et le deuxième temps de ski. Il s'impose devant Tarjei Bø et Lukas Hofer. Puis deux jours plus tard, à la faveur d'un 5 sur 5 au dernier tir, il réalise pour la première fois de sa carrière le doublé sprint/poursuite, remportant cette épreuve devant Johannes Bø et son coéquipier Emilien Jacquelin. Pour la troisième saison de suite, le Français se classe troisième du général de la Coupe du Monde derrière Sturla Laegreid et Johannes Bø.

### Saison 2021-2022: La saison de la consécration
Après un podium en sprint à Östersund où s'est ouverte la saison, puis deux deuxièmes places derrière la Norvège en relais hommes avec l'équipe de France, Quentin Fillon Maillet remporte deux poursuites consécutives, à Hochfilzen le 11 décembre, puis en solitaire devant son public au Grand Bornand une semaine plus tard. Ce résultat lui permet pour la première fois de sa carrière de prendre le dossard jaune de leader du classement général. Mais avec une deuxième place sur la mass-start le lendemain, il perd le dossard jaune au profit d'Emilien Jacquelin, vainqueur de la course. Après cette étape dans la station française, le Franc-Comtois est deuxième du classement général, à deux points de son compatriote.
Lors de la première étape de l'année 2022 à Oberhof, Quentin Fillon Maillet se classe neuvième du sprint avec deux fautes, à une trentaine de secondes du vainqueur russe Alexandr Loginov. Sur la poursuite, il rate deux fois la cible sur son premier tir couché mais réalise ensuite une remontée spectaculaire en réussissant tous ses tirs, avant de s'imposer en solitaire devant le Suédois Sebastian Samuelsson. Cette troisième victoire d'affilée en poursuite  lui permet de reprendre le dossard jaune à Jacquelin. Le 13 janvier, à Ruhpolding, il décroche le dixième succès de sa carrière en Coupe du Monde lors du sprint en ne commettant aucune erreur au tir, et profite de l'absence des meilleurs biathlètes norvégiens sur cette étape pour accroître son avance au général, avec déjà quatre victoires dans la saison. Quarante-huit heures plus tard, il signe le doublé en gagnant sa quatrième poursuite d'affilée avec un 18 sur 20, consolidant encore son dossard jaune. Son avance en cours de poursuite est telle après le troisième tir qu'il peut commettre une faute au dernier passage sur le tapis, effectuer son tour de pénalité, et ressortir largement devant pour finir en solitaire. Il s'agit de sa troisième victoire consécutive, la cinquième de la saison pour un total de sept podiums, et il part aux Jeux olympiques à Pékin avec une avance de 135 points sur son compatriote Émilien Jacquelin au classement général, alors que Tarjei Bø est troisième à 150 points.

#### Six courses à Pékin, cinq médailles: record français aux JO d'hiver
Quentin Fillon Maillet ouvre son compteur de médailles aux Jeux olympiques de Pékin dès la première épreuve, le relais mixte, en remportant l'argent en compagnie d'Anaïs Chevalier-Bouchet, de Julia Simon et d'Émilien Jacquelin où, dernier relayeur, il est battu au sprint par Johannes Thingnes Bø qui fait gagner la Norvège. Trois jours plus tard, le 8 février 2022, il se montre le plus rapide sur les skis et l'un des plus rapides sur le pas de tir. Malgré deux minutes de pénalité écopées pour une faute au premier tir debout et une autre au deuxième tir couché, il remporte le titre olympique de l'individuel, la première victoire de sa carrière sur ce format de course. À la sortie du dernier tir qu'il a parfaitement négocié (5/5) - contrairement à ses principaux rivaux qui fautent -, Quentin Fillon Maillet se retrouve pourtant devancé de quelques secondes par le seul Anton Smolski qui, bien que beaucoup moins rapide sur les skis, tire profit d'un temps non pénalisé (20 sur 20 au tir). Cependant le dernier tour de piste est à l'avantage du Français qui à l'arrivée devance finalement le Biélorusse de 14 s 8 (soit plus de deux minutes en temps réel) et le champion sortant, Johannes Thingnes Bø (deux fautes comme Quentin Fillon Maillet, mais un peu moins rapide) de 31 s 1. Quentin Fillon Maillet succède à Martin Fourcade qui avait été le premier biathlète français à remporter l'Individuel aux Jeux olympiques, à Sotchi en 2014, et apporte à la délégation française sa première médaille d'or à Pékin,. Il est le cinquième Français champion olympique dans une course individuelle après Florence Baverel-Robert (sprint) et Vincent Defrasne (poursuite)  à Turin en 2006, Vincent Jay (sprint) à Vancouver en 2010 et Martin Fourcade à Sotchi en 2014 (individuel et poursuite) et à PyeongChang en 2018 (poursuite et mass start). Il explique après sa victoire : « Avec deux fautes, je ne pensais pas pouvoir jouer la victoire. Avec peu d’informations sur la piste et le dossard n°11, il restait encore beaucoup d’athlètes derrière moi. J’ai donné le meilleur de moi-même sur toute la course et, avec surprise, c’est la victoire avec un temps de ski exceptionnel. (...) Le petit garçon qui rêvait d’être champion olympique a réalisé son rêve. C’est quelque chose de très fort et une petite revanche par rapport aux Jeux d’il y a quatre ans qui étaient compliqués. Un début exceptionnel avec finalement l’argent sur le mixte et l’or aujourd’hui. Le biathlon français brille plutôt bien pour l’instant donc ça fait plaisir ».
Le samedi 12 février, Quentin Fillon Maillet monte sur son troisième podium en trois courses, avec la médaille d'argent du sprint derrière Johannes Thingnes Bø, une faute au tir chacun (9 sur 10), mais le Norvégien se montrant plus rapide que lui de 26,9 secondes à skis. Il n'en reste pas moins que le Français se place idéalement pour la poursuite, un format de course qu'il domine cet hiver. Le lendemain, il remporte son deuxième titre individuel en réalisant un 20 sur 20 dans la poursuite. Johannes Bø, parti 26 secondes devant, perd toute ses chances en commettant trois fautes au troisième tir (debout). Le Français arrive pour le dernier passage debout derrière la carabine avec Eduard Latypov, mais le Russe manque une cible. Quentin Fillon Maillet repart seul et s'impose détaché sur la ligne d'arrivée devant Tarjei Bø et Eduard Latypov.
Le 15 février, il termine deuxième du relais masculin avec Fabien Claude, Simon Desthieux et Émilien Jacquelin. Il est le dernier relayeur français, passant la ligne d'arrivée 27 secondes après Vetle Sjåstad Christiansen vainqueur avec la Norvège. Alors que les biathlètes du comité olympique russe ont fait toute la course en tête, Eduard Latypov craque sur le dernier tir debout et part faire deux tours de pénalité. Fillon Maillet arrive avec Philipp Nawrath pour l'Allemagne et Christiansen : ce dernier fait le sans-faute et s'envole vers la victoire. Nawrath craque aussi et part tourner. Le Français doit faire deux pioches, cela l'empêche de jouer la médaille d'or, et il le regrettera. Il n'en reste pas moins que « QFM » écrit une page d'histoire aux Jeux d'hiver, puisqu'il est le premier athlète français et le premier biathlète à gagner cinq médailles dans un même édition olympique hivernale.
Aux Jeux olympiques en général, il égale les records de Julien Brulé en tir à l'arc (une or, trois argent, une bronze) à Anvers en 1920 et Roger Ducret (trois or et deux argent) en escrime à Paris en 1924. Il est aussi le dixième athlète hivernal à totaliser cinq podiums dans une même édition, mais le premier à réaliser cet exploit en dehors du patinage de vitesse et du ski de fond. En biathlon, sur les mêmes Jeux, il dépasse Ole Einar Bjørndalen qui avait réussi à gagner quatre médailles en quatre épreuves (toutes en or, à Salt Lake City en 2002). Ce total de cinq podiums est égalé à Pékin par les Norvégiens Johannes Thingnes Bø et Marte Olsbu Røiseland.
Lors de la dernière épreuve, la mass start dont le départ est donné le 18 février, Quentin Fillon Maillet est encore en course pour la victoire ou le podium quand il arrive au dernier tir debout, loin de Johannes Thingnes Bø. Mais ce dernier commet deux fautes et ouvre la porte. Le Français, « rattrapé par l'émotion » car il « avait le Grand Chelem en tête » selon ses propos, n'en profite pas et manque ses trois premières cibles. Il laisse Martin Ponsiluoma et Vetle Sjåstad Christiansen repartir devant lui, alors que Johannes Bø caracole en tête et s'impose avec plus de 40 secondes d'avance, remportant son quatrième titre à Pékin. Le Français prend la quatrième place. « J'aurais bien aimé réaliser ce Grand Chelem », dit-il à propos de la possibilité de signer un record de six médailles, « J'en avais très envie et j'avais bien récupéré de tous mes efforts, il y avait tout pour faire. Mais j'ai été rattrapé par mes émotions sur le dernier tir alors que la victoire me tendait les bras. C'est dommage, je suis un peu déçu. Au final, je fais des super Jeux et cela rend très fier. Maintenant, il y a un globe à aller chercher ». Fillon Maillet termine ces Jeux en étant désigné porte-drapeau de la délégation française lors de la Cérémonie de clôture.

#### Fin de saison: vainqueur du classement général
Le 5 mars, il remporte le sprint de Kontiolahti, première course individuelle disputée après les Jeux, en réalisant un sans-faute au tir, sa sixième victoire de l'hiver comptant pour la Coupe du monde (la huitième en additionnant les titres olympiques). Le lendemain, il réalise le doublé dans le stade de biathlon finlandais en gagnant sa sixième poursuite consécutive de l'hiver (égalant le record de Martin Fourcade), avec un 19 sur 20 (une seule erreur au dernier tir debout), ce qui lui permet de s'adjuger le petit globe de la spécialité, tout en augmentant encore son avance au classement général.
Le 10 mars, il s'impose sur le sprint d'Otepää, sa dixième victoire de la saison, poursuivant ainsi sa série après son doublé à Kontiolahti. Avec un 10 sur 10, il réalise le meilleur temps à skis pour devancer deux autres biathlètes sans-faute comme lui : Sturla Holm Lægreid et Benedikt Doll. Deux jours plus tard, alors qu'il pouvait dans le plus défavorable des scenarii se contenter d'une 23e place à l'arrivée de la mass start d'Oteppää en cas de victoire de Jacquelin, il se met définitivement hors de portée au classement général en terminant deuxième derrière Vetle Sjåstad Christiansen. Il sécurise ainsi le gain du gros globe de cristal à une étape de la fin, signe de sa domination saisonnière. Après Patrice Bailly-Salins (1994), Raphaël Poirée (2000, 2001, 2002 et 2004), et Martin Fourcade (de 2012 à 2018), il est le quatrième français vainqueur de la Coupe du monde de biathlon.
Lors de l'étape finale à Oslo-Holmenkollen, Fillon-Maillet se classe deuxième du sprint et s'assure le petit globe de la discipline. Deuxième de la poursuite derrière l'Allemand Erik Lesser, il termine seulement septième de la mass-start et laisse échapper le petit globe de la spécialité à Sivert Guttorm Bakken, vainqueur de la course.
Le Franc-Comtois gagne le classement général de la Coupe du monde 2021-2022 avec 248 points de plus que son dauphin Sturla Holm Lægreid. Fort de dix victoires au compteur (dont deux aux JO) entre novembre et mars, il rejoint Ole Einar Bjœrndalen, Raphaël Poirée, Martin Fourcade et Johannes Thingnes Bø dans le cercle fermé (chez les hommes) des champions qui ont réussi à remporter au moins dix succès individuels au cours d'une seule saison.

### Saison 2022-2023

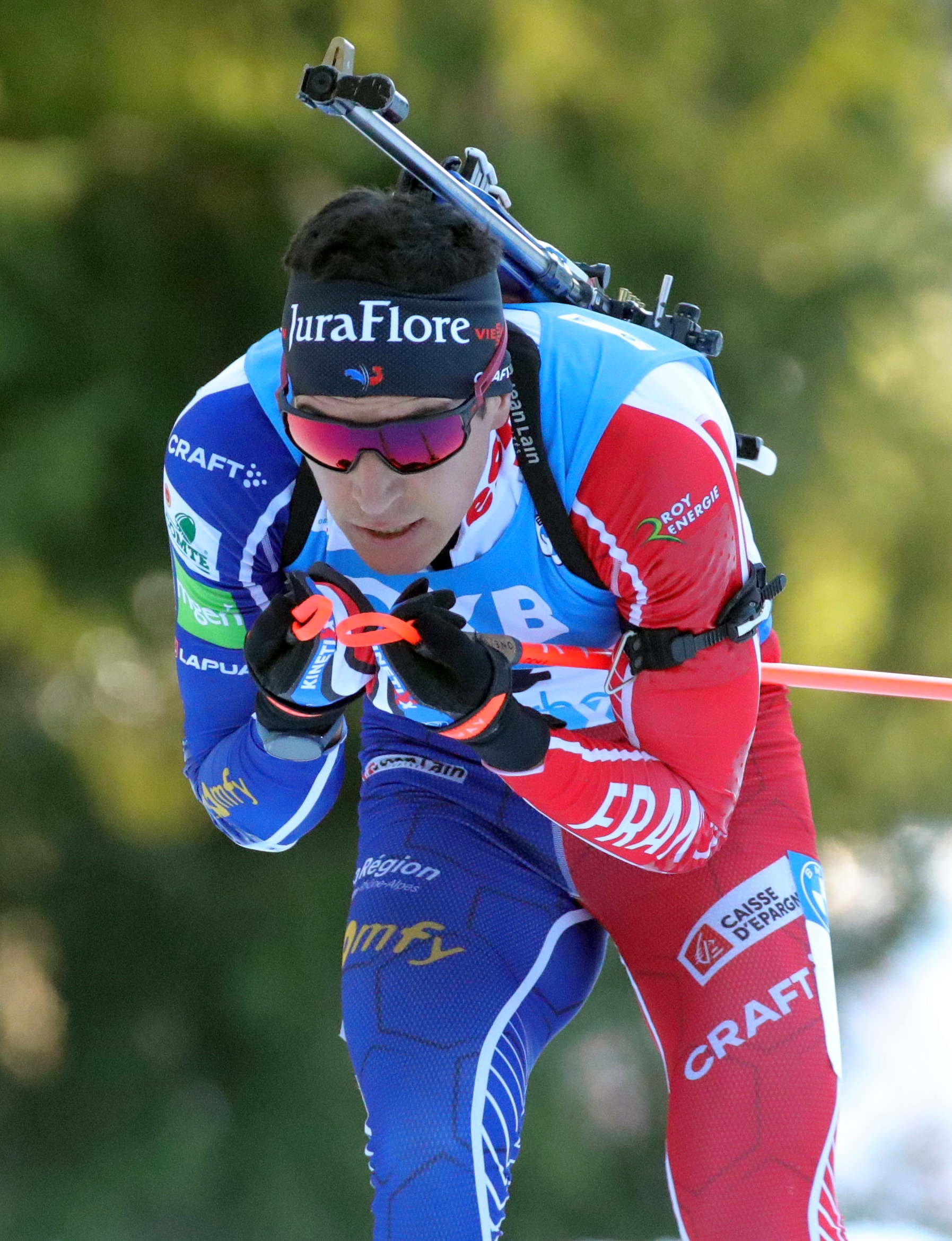
Quentin Fillon Maillet lors de l'individuel des championnats du monde à Oberhof en 2023

Contaminé par le SARS-CoV-2, Fillon Maillet est contraint de renoncer à participer en mars à la poursuite et à la mass start de l'étape de Nové Město ainsi qu'à l'ensemble de l'étape d'Östersund.

### Saison 2023-2024
Lors des championnats du monde de Nové Město, Quentin Fillon Maillet est tout d'abord sélectionné pour le relais mixte. Prenant la suite d'Éric Perrot qui termine son parcours en première position, il n'est dépassé durant sa course que par l'Allemand Philipp Nawrath au moment de lancer Justine Braisaz-Bouchet. Celle-ci reprend la tête de la course durant son relais et Julia Simon se maintient en tête durant tout son parcours, ce qui permet à l'équipe de France de s'imposer. Le 15 février 2024, il devient champion du monde du relais mixte simple avec Lou Jeanmonnot.
De retour en Coupe du monde, il est le 9 mars à la lutte pour le podium lors du sprint de Soldier Hollow. Auteur d'une faute sur son tir debout, il n'effectue pas son tour de pénalité et se voit sanctionner de deux minutes de pénalité à l'arrivée, ce qui le prive de podium voire de victoire et le classe en 31e position à un peu plus d'une minute 30 secondes d'Éric Perrot, le vainqueur du jour.

### Saison 2024-2025
Trois ans après son gros globe acquis avec dix succès au cours de la saison, il renoue avec la victoire individuelle en Coupe du monde en s'imposant sur le sprint d'Oberhof en janvier. Aux Championnats du monde 2025 à Lenzerheide, il décroche la médaille de bronze sur le sprint derrière Johannes Thingnes Bø (médaille d'or) et Campbell Wright (médaille d'argent), puis sur l'individuel derrière Éric Perrot (médaille d'or) et  Tommaso Giacomel (médaille d'argent). Il remporte le titre mondial du relais mixte simple comme en 2024 puis décroche une médaille d'argent en relais. Il termine la saison à la cinquième place du classement général.

## Palmarès

### Jeux olympiques d'hiver
| Édition \ Épreuve | Individuel                     | Sprint                             | Poursuite                      | Mass start | Relais                             | Relais mixte                       |
| ----------------- | ------------------------------ | ---------------------------------- | ------------------------------ | ---------- | ---------------------------------- | ---------------------------------- |
| Pyeongchang 2018  | —                              | 48e                                | 44e                            | 29e        | —                                  | —                                  |
| Pékin 2022        | Médaille d'or, Jeux olympiques | Médaille d'argent, Jeux olympiques | Médaille d'or, Jeux olympiques | 4e         | Médaille d'argent, Jeux olympiques | Médaille d'argent, Jeux olympiques |

Légende :
- : première place, médaille d'or
- : deuxième place, médaille d'argent
- — : non disputée par Quentin Fillon-Maillet

### Championnats du monde
| Édition \ Épreuve       | Individuel                | Sprint                    | Poursuite                 | Mass start                | Relais                    | Relais mixte              | Relais mixte simple              |
| ----------------------- | ------------------------- | ------------------------- | ------------------------- | ------------------------- | ------------------------- | ------------------------- | -------------------------------- |
| Kontiolahti 2015        | 79e                       | 38e                       | 46e                       | —                         | Médaille de bronze, monde | —                         | Épreuve inexistante à cette date |
| Oslo 2016               | 19e                       | 16e                       | 10e                       | 20e                       | 9e                        | Médaille d'or, monde      | Épreuve inexistante à cette date |
| Hochfilzen 2017         | 17e                       | 43e                       | 22e                       | 15e                       | Médaille d'argent, monde  | Médaille d'argent, monde  | Épreuve inexistante à cette date |
| Östersund 2019          | 12e                       | Médaille de bronze, monde | Médaille de bronze, monde | 5e                        | 6e                        | —                         | —                                |
| Antholz-Anterselva 2020 | 7e                        | Médaille d'argent, monde  | 7e                        | Médaille d'argent, monde  | Médaille d'or, monde      | 7e                        | —                                |
| Pokljuka 2021           | 4e                        | 6e                        | 4e                        | Médaille de bronze, monde | 4e                        | 5e                        | —                                |
| Oberhof 2023            | 4e                        | 9e                        | 12e                       | 6e                        | Médaille d'or, monde      | Médaille de bronze, monde | —                                |
| Nové Město 2024         | 6e                        | 8e                        | 11e                       | Médaille de bronze, monde | Médaille de bronze, monde | Médaille d'or, monde      | Médaille d'or, monde             |
| Lenzerheide 2025        | Médaille de bronze, monde | Médaille de bronze, monde | 6e                        | 19e                       | Médaille d'argent, monde  | —                         | Médaille d'or, monde             |

Légende :
- : première place, médaille d'or
- : deuxième place, médaille d'argent
- : troisième place, médaille de bronze
- — : non disputée par Quentin Fillon-Maillet
- : pas d'épreuve

### Coupe du monde
- 1 gros globe de cristal en 2022
- 2 petits globes de cristal :
  - Vainqueur du classement du sprint en 2022
  - Vainqueur du classement de la poursuite en 2022
- 113 podiums[81] :      
  - 59 podiums individuels : 17 victoires, 23 deuxièmes places et 19 troisièmes places.
  - 36 podiums en relais : 11 victoires, 14 deuxièmes places et 11 troisièmes places.
  - 14 podiums en relais mixte : 8 victoires, 3 deuxièmes places et 3 troisièmes places.
  - 4 podiums en relais mixte simple : 2 victoires et 2 deuxièmes places.

Mis à jour le 22 mars 2025

#### Détail des victoires
| Saison \ Épreuve | Individuel | Sprint                        | Poursuite                                                             | Mass start         | Total |
| ---------------- | ---------- | ----------------------------- | --------------------------------------------------------------------- | ------------------ | ----- |
| 2018-2019        |            |                               | Soldier Hollow                                                        | Antholz-Anterselva | 2     |
| 2019-2020        |            |                               |                                                                       | Pokljuka           | 1     |
| 2020-2021        |            | Nové Město                    | Hochfilzen Nové Město                                                 |                    | 3     |
| 2021-2022        | Pékin (JO) | Ruhpolding Kontiolahti Otepää | Hochfilzen Le Grand Bornand Oberhof Ruhpolding Pékin (JO) Kontiolahti |                    | 10    |
| 2024-2025        |            | Oberhof                       |                                                                       |                    | 1     |
| Total            | 1          | 5                             | 9                                                                     | 2                  | 17    |

Dernière mise à jour le 10 janvier 2025

#### Classements en Coupe du monde
| Saison    | Individuel | Individuel | Individuel | Sprint  | Sprint | Sprint   | Poursuite | Poursuite | Poursuite | Mass start | Mass start | Mass start | Général | Général | Général  |
| Saison    | Courses    | Points     | Position   | Courses | Points | Position | Courses   | Points    | Position  | Courses    | Points     | Position   | Courses | Points  | Position |
| --------- | ---------- | ---------- | ---------- | ------- | ------ | -------- | --------- | --------- | --------- | ---------- | ---------- | ---------- | ------- | ------- | -------- |
| 2013-2014 | 1 / 2      | -          | n.c.       | 7 / 9   | 43     | 49e      | 6 / 8     | 49        | 47e       | 1 / 3      | 15         | 38e        | 15 / 22 | 107     | 49e      |
| 2014-2015 | 3 / 3      | 58         | 18e        | 10 / 10 | 136    | 26e      | 6 / 7     | 86        | 30e       | 4 / 5      | 128        | 11e        | 23 / 25 | 408     | 23e      |
| 2015-2016 | 3 / 3      | 78         | 10e        | 9 / 9   | 165    | 17e      | 7 / 8     | 175       | 14e       | 5 / 5      | 162        | 2e         | 24 / 25 | 580     | 12e      |
| 2016-2017 | 3 / 3      | 63         | 16e        | 9 / 9   | 128    | 25e      | 9 / 9     | 143       | 26e       | 5 / 5      | 132        | 11e        | 26 / 26 | 466     | 20e      |
| 2017-2018 | 2 / 2      | 75         | 3e         | 8 / 8   | 168    | 16e      | 6 / 7     | 136       | 17e       | 5 / 5      | 139        | 10e        | 21 / 22 | 518     | 10e      |
| 2018-2019 | 3 / 3      | 54         | 18e        | 9 / 9   | 267    | 7e       | 8 / 8     | 315       | 2e        | 5 / 5      | 218        | 3e         | 25 / 25 | 843     | 3e       |
| 2019-2020 | 3 / 3      | 120        | 3e         | 8 / 8   | 324    | 2e       | 5 / 5     | 230       | 3e        | 5 / 5      | 216        | 2e         | 21 / 21 | 843     | 3e       |
| 2020-2021 | 3 / 3      | 91         | 4e         | 10 / 10 | 302    | 6e       | 7 / 8     | 266       | 4e        | 5 / 5      | 165        | 3e         | 25 / 26 | 930     | 3e       |
| 2021-2022 | 2 / 2      | 55         | 8e         | 9 / 9   | 402    | 1er      | 7 / 7     | 379       | 1er       | 4 / 4      | 178        | 2e         | 22 / 22 | 984     | 1er      |
| 2022-2023 | 3 / 3      | 58         | 20e        | 7 / 7   | 213    | 8e       | 7 / 7     | 295       | 3e        | 4 / 4      | 105        | 11e        | 21 / 21 | 671     | 8e       |
| 2023-2024 | 3 / 3      | 40         | 24e        | 7 / 7   | 151    | 16e      | 7 / 7     | 179       | 14e       | 4 / 4      | 136        | 7e         | 21 / 21 | 506     | 16e      |
| 2024-2025 |            | 112        | 4e         |         | 232    | 9e       |           | 250       | 6e        |            | 268        | 3e         |         | 862     | 5e       |

Dernière mise à jour le 23 mars 2025

#### Résultats détaillés en Coupe du monde
| 2013-2014 |        |        |         |        |        |        |        |        |         |        |        |         |        |        | .       | .      | .       | .      |        |         |        |         |         |         |        |         |        | 49e |
| 2013-2014 | IN     | SP     | PU Ann. | SP     | PU     | SP 54e | PU 36e | SP 55e | PU 45e  | MS     | IN 45e | PU 40e  | SP 32e | PU 14e | SP      | PU     | IN      | MS     | SP 78e | PU      | MS     | SP 39e  | SP 38e  | PU Ab.  | SP 12e | PU 25e  | MS 26e | 49e |
| 2014-2015 |        |        |         |        |        |        |        |        |         |        |        |         |        |        |         |        |         |        | .      | .       | .      | .       |         |         |        |         |        | 23e |
| 2014-2015 | IN 10e | SP 42e | PU 26e  | SP 44e | PU 15e | SP 8e  | PU 38e | MS 12e | SP 16e= | MS 22e | SP 37e | MS 2e   | SP 29e | PU 21e | SP 21e  | PU 19e | IN 14e  | SP 6e  | SP 38e | PU 46e  | IN 79e | MS      | SP 46e  | PU N.P. | MS 14e |         |        | 23e |
| 2015-2016 |        |        |         |        |        |        |        |        |         |        |        |         |        |        |         |        |         |        |        | .       | .      | .       | .       |         |        |         |        | 12e |
| 2015-2016 | IN 4e= | SP 4e  | PU 3e   | SP 19e | PU 8e  | SP 7e  | PU 5e  | MS 10e | SP 31e  | PU 19e | MS 8e  | IN 28e  | MS 13e | SP 56e | PU N.P. | SP 45e | MS 3e   | SP 33e | PU Ab. | SP 16e  | PU 10e | IN 19e  | MS 20e  | SP 20e  | PU Ab. | MS Ann. |        | 12e |
| 2016-2017 |        |        |         |        |        |        |        |        |         |        |        |         |        |        |         | .      | .       | .      | .      |         |        |         |         |         |        |         |        | 20e |
| 2016-2017 | IN 28e | SP 54e | PU Ab.  | SP 5e  | PU 20e | SP 16e | PU 3e  | MS 8e  | SP 27e  | PU 25e | MS Ab. | SP 26e  | PU 32e | IN 15e | MS 2e   | SP 43e | PU 22e  | IN 17e | MS 15e | SP 32e  | PU 25e | SP 48e  | PU Ab.  | SP 16e  | PU 27e | MS 22e  |        | 20e |
| 2017-2018 |        |        |         |        |        |        |        |        |         |        |        |         |        |        |         | .      | .       | .      | .      |         |        |         |         |         |        |         |        | 10e |
| 2017-2018 | IN 2e  | SP 12e | PU 3e   | SP 38e | PU 12e | SP 61e | PU     | MS 20e | SP 40e  | PU 40e | IN 20e | MS 4e   | SP 26e | PU 13e | MS 21e  | SP 48e | PU 44e  | IN     | MS 29e | SP 3e   | MS 10e | SP 8e   | PU 27e  | SP 6e=  | PU 25e | MS 17e  |        | 10e |
| 2018-2019 |        |        |         |        |        |        |        |        |         |        |        |         |        |        |         |        |         |        |        | .       | .      | .       | .       |         |        |         |        | 3e  |
| 2018-2019 | IN 32e | SP 11e | PU 2e   | SP 39e | PU 20e | SP 12e | PU 7e  | MS 2e  | SP 28e  | PU 22e | SP 18e | MS 3e   | SP 7e  | PU 3e  | MS 1er  | SI 25e | SP Ann. | SP 6e  | PU 1er | SP 3e   | PU 3e  | IN 12e  | MS 5e   | SP 3e   | PU 12e | MS 23e  |        | 3e  |
| 2019-2020 |        |        |         |        |        |        |        |        |         |        |        |         |        | .      | .       | .      | .       |        |        |         |        |         |         |         |        |         |        | 3e  |
| 2019-2020 | SP 12e | IN 3e  | SP 14e  | PU 9e  | SP 3e  | PU 2e  | MS 4e  | SP 19e | MS 16e  | SP 2e  | PU 2e  | IN 7e   | MS 1er | SP 2e  | PU 7e   | IN 7e  | MS 2e   | SP 2e  | MS 8e  | SP 7e   | PU 2e  | SP Ann. | PU Ann. | MS Ann. |        |         |        | 3e  |
| 2020-2021 |        |        |         |        |        |        |        |        |         |        |        |         |        |        |         | .      | .       | .      | .      |         |        |         |         |         |        |         |        | 3e  |
| 2020-2021 | IN 4e  | SP 6e  | SP 30e  | PU 10e | SP 2e  | PU 1er | SP 7e  | PU 8e  | MS 9e   | SP 84e | PU     | SP 8e   | MS 10e | IN 3e  | MS 2e   | SP 6e  | PU 4e   | IN 4e  | MS 3e  | SP 7e   | PU 6e  | SP 1er  | PU 1er  | SP 5e   | PU 27e | MS 12e  |        | 3e  |
| 2021-2022 |        |        |         |        |        |        |        |        |         |        |        |         |        |        |         | .      | .       | .      | .      |         |        |         |         |         |        |         |        | 1er |
| 2021-2022 | IN 8e  | SP 32e | SP 3e   | PU 16e | SP 7e  | PU 1er | SP 4e  | PU 1er | MS 2e   | SP 9e  | PU 1er | SP 1er  | PU 1er | IN 20e | MS 8e   | IN 1er | SP 2e   | PU 1er | MS 4e  | SP 1er  | PU 1er | SP 1er  | MS 2e   | SP 2e   | PU 2e  | MS 7e   |        | 1er |
| 2022-2023 |        |        |         |        |        |        |        |        |         |        |        |         |        |        | .       | .      | .       | .      |        |         |        |         |         |         |        |         |        | 8e  |
| 2022-2023 | IN 15e | SP 14e | PU 10e  | SP 7e  | PU 4e  | SP 8e  | PU 7e  | MS 11e | SP 9e   | PU 2e  | IN 9e  | MS 16e  | SP 20e | PU 13e | SP 9e   | PU 12e | IN 4e   | MS 6e  | SP 14e | PU N.P. | IN     | MS      | SP 7e   | PU 2e   | MS 4e  |         |        | 8e  |
| 2023-2024 |        |        |         |        |        |        |        |        |         |        |        |         |        |        | .       | .      | .       | .      |        |         |        |         |         |         |        |         |        | 16e |
| 2023-2024 | IN 42e | SP 16e | PU 9e   | SP 18e | PU 9e  | SP 8e  | PU 6e  | MS 17e | SP 14e  | PU 19e | SP 33e | PU N.P. | SI 28e | MS 4e  | SP 8e   | PU 11e | IN 6e   | MS 3e  | IN 14e | MS 15e  | SP 31e | PU 20e  | SP 17e  | PU 9e   | MS 7e  |         |        | 16e |
| 2024-2025 |        |        |         |        |        |        |        |        |         |        |        |         |        |        | .       | .      | .       | .      |        |         |        |         |         |         |        |         |        | 5e  |
| 2024-2025 | SI 5e  | SP 30e | MS 2e   | SP 36e | PU 20e | SP 10e | PU 24e | MS 18e | SP 1er  | PU 4e  | IN 24e | MS 6e   | SP 28e | PU 8e  | SP 3e   | PU 6e  | IN 3e   | MS 19e | SP 7e  | PU 4e   | SI 6e  | MS 2e   | SP 7e   | PU 3e   | MS 5e  |         |        | 5e  |

#### Podiums en relais en Coupe du monde
| Podiums en relais en Coupe du monde | Podiums en relais en Coupe du monde | Podiums en relais en Coupe du monde | Podiums en relais en Coupe du monde | Podiums en relais en Coupe du monde | Podiums en relais en Coupe du monde | Podiums en relais en Coupe du monde | Podiums en relais en Coupe du monde | Podiums en relais en Coupe du monde | Podiums en relais en Coupe du monde | Podiums en relais en Coupe du monde |
| n°                                  | Saison                              | Date                                | Lieu                                | Épreuve                             | Résultat                            | Composition                         | Composition                         | Composition                         | Composition                         | Compétition                         |
| ----------------------------------- | ----------------------------------- | ----------------------------------- | ----------------------------------- | ----------------------------------- | ----------------------------------- | ----------------------------------- | ----------------------------------- | ----------------------------------- | ----------------------------------- | ----------------------------------- |
| 1                                   | 2014-2015                           | 08-01-2015                          | Oberhof                             | Relais 4 x 7,5 km                   | Médaille de bronze                  | S. Fourcade                         | J.-G. Béatrix                       | S. Desthieux                        | Q. Fillon Maillet                   | Coupe du monde                      |
| 2                                   | 2014-2015                           | 25-01-2015                          | Antholz                             | Relais 4 x 7,5 km                   | Médaille de bronze                  | S. Fourcade                         | Q. Fillon Maillet                   | S. Desthieux                        | J.-G. Béatrix                       | Coupe du monde                      |
| 3                                   | 2014-2015                           | 14-03-2015                          | Kontiolahti                         | Relais 4 x 7,5 km                   | Médaille de bronze, monde           | S. Fourcade                         | J.-G. Béatrix                       | Q. Fillon Maillet                   | M. Fourcade                         | Championnats du monde               |
| 4                                   | 2015-2016                           | 13-12-2015                          | Hochfilzen                          | Relais 4 x 7,5 km                   | Médaille de bronze                  | S. Fourcade                         | Q. Fillon Maillet                   | S. Desthieux                        | M. Fourcade                         | Coupe du monde                      |
| 5                                   | 2015-2016                           | 13-02-2016                          | Presque Isle                        | Relais 4 x 7,5 km                   | Médaille d'argent                   | S. Fourcade                         | Q. Fillon Maillet                   | S. Desthieux                        | J.-G. Béatrix                       | Coupe du monde                      |
| 6                                   | 2015-2016                           | 03-03-2016                          | Oslo                                | Relais mixte                        | Médaille d'or, monde                | A. Bescond                          | M. Dorin-Habert                     | Q. Fillon Maillet                   | M. Fourcade                         | Championnats du monde               |
| 7                                   | 2016-2017                           | 11-12-2016                          | Pokljuka                            | Relais 4 x 7,5 km                   | Médaille d'or                       | J.-G. Béatrix                       | Q. Fillon Maillet                   | S. Desthieux                        | M. Fourcade                         | Coupe du monde                      |
| 8                                   | 2016-2017                           | 09-02-2017                          | Hochfilzen                          | Relais mixte                        | Médaille d'argent, monde            | A. Chevalier                        | M. Dorin-Habert                     | Q. Fillon Maillet                   | M. Fourcade                         | Championnats du monde               |
| 9                                   | 2016-2017                           | 18-02-2017                          | Hochfilzen                          | Relais 4 x 7,5 km                   | Médaille d'argent, monde            | J.-G. Béatrix                       | Q. Fillon Maillet                   | S. Desthieux                        | M. Fourcade                         | Championnats du monde               |
| 10                                  | 2016-2017                           | 12-03-2017                          | Kontiolahti                         | Relais mixte                        | Médaille d'or                       | M. Dorin-Habert                     | A. Bescond                          | S. Desthieux                        | Q. Fillon Maillet                   | Coupe du monde                      |
| 11                                  | 2017-2018                           | 10-12-2017                          | Hochfilzen                          | Relais 4 x 7,5 km                   | Médaille de bronze                  | J.-G. Béatrix                       | S. Desthieux                        | É. Jacquelin                        | Q. Fillon Maillet                   | Coupe du monde                      |
| 12                                  | 2017-2018                           | 12-01-2018                          | Ruhpolding                          | Relais 4 x 7,5 km                   | Médaille d'argent                   | S. Desthieux                        | Q. Fillon Maillet                   | M. Fourcade                         | A. Guigonnat                        | Coupe du monde                      |
| 13                                  | 2018-2019                           | 13-01-2019                          | Oberhof                             | Relais 4 x 7,5 km                   | Médaille d'argent                   | A. Guigonnat                        | S. Desthieux                        | Q. Fillon Maillet                   | M. Fourcade                         | Coupe du monde                      |
| 14                                  | 2018-2019                           | 18-01-2019                          | Ruhpolding                          | Relais 4 x 7,5 km                   | Médaille de bronze                  | É. Jacquelin                        | M. Fourcade                         | Q. Fillon Maillet                   | S. Desthieux                        | Coupe du monde                      |
| 15                                  | 2018-2019                           | 08-02-2019                          | Canmore                             | Relais 4 x 7,5 km                   | Médaille d'argent                   | A. Guigonnat                        | É. Jacquelin                        | S. Fourcade                         | Q. Fillon Maillet                   | Coupe du monde                      |
| 16                                  | 2018-2019                           | 17-02-2019                          | Soldier Hollow                      | Relais mixte                        | Médaille d'or                       | Q. Fillon Maillet                   | S. Desthieux                        | C. Aymonier                         | A. Chevalier-Bouchet                | Coupe du monde                      |
| 17                                  | 2019-2020                           | 07-12-2019                          | Östersund                           | Relais 4 x 7,5 km                   | Médaille d'argent                   | É. Jacquelin                        | Q. Fillon Maillet                   | S. Desthieux                        | M. Fourcade                         | Coupe du monde                      |
| 18                                  | 2019-2020                           | 15-12-2019                          | Hochfilzen                          | Relais 4 x 7,5 km                   | Médaille de bronze                  | A. Guigonnat                        | É. Jacquelin                        | F. Claude                           | Q. Fillon Maillet                   | Coupe du monde                      |
| 19                                  | 2019-2020                           | 11-01-2020                          | Oberhof                             | Relais 4 x 7,5 km                   | Médaille d'argent                   | É. Jacquelin                        | M. Fourcade                         | S. Desthieux                        | Q. Fillon Maillet                   | Coupe du monde                      |
| 20                                  | 2019-2020                           | 18-01-2020                          | Ruhpolding                          | Relais 4 x 7,5 km                   | Médaille d'or                       | É. Jacquelin                        | M. Fourcade                         | S. Desthieux                        | Q. Fillon Maillet                   | Coupe du monde                      |
| 21                                  | 2019-2020                           | 25-01-2020                          | Pokljuka                            | Relais mixte                        | Médaille d'or                       | Q. Fillon Maillet                   | S. Desthieux                        | J. Braisaz                          | J. Simon                            | Coupe du monde                      |
| 22                                  | 2019-2020                           | 22-02-2020                          | Antholz                             | Relais 4 x 7,5 km                   | Médaille d'or, monde                | É. Jacquelin                        | M. Fourcade                         | S. Desthieux                        | Q. Fillon Maillet                   | Championnats du monde               |
| 23                                  | 2020-2021                           | 10-01-2021                          | Oberhof                             | Relais mixte                        | Médaille de bronze                  | A. Chevalier-Bouchet                | J. Braisaz-Bouchet                  | F. Claude                           | Q. Fillon Maillet                   | Coupe du monde                      |
| 24                                  | 2020-2021                           | 15-01-2021                          | Oberhof                             | Relais 4 x 7,5 km                   | Médaille d'or                       | S. Desthieux                        | Q. Fillon Maillet                   | F. Claude                           | É. Jacquelin                        | Coupe du monde                      |
| 25                                  | 2020-2021                           | 23-01-2021                          | Antholz                             | Relais 4 x 7,5 km                   | Médaille d'or                       | A. Guigonnat                        | Q. Fillon Maillet                   | S. Desthieux                        | É. Jacquelin                        | Coupe du monde                      |
| 26                                  | 2021-2022                           | 04-12-2021                          | Östersund                           | Relais 4 x 7,5 km                   | Médaille d'argent                   | F. Claude                           | É. Jacquelin                        | S. Desthieux                        | Q. Fillon Maillet                   | Coupe du monde                      |
| 27                                  | 2021-2022                           | 12-12-2021                          | Hochfilzen                          | Relais 4 x 7,5 km                   | Médaille d'argent                   | F. Claude                           | S. Desthieux                        | É. Jacquelin                        | Q. Fillon Maillet                   | Coupe du monde                      |
| 28                                  | 2021-2022                           | 05-02-2022                          | Pékin                               | Relais mixte                        | Médaille d'argent, Jeux olympiques  | A. Chevalier-Bouchet                | J. Simon                            | É. Jacquelin                        | Q. Fillon Maillet                   | Jeux olympiques                     |
| 29                                  | 2021-2022                           | 15-02-2022                          | Pékin                               | Relais 4 x 7,5 km                   | Médaille d'argent, Jeux olympiques  | F. Claude                           | É. Jacquelin                        | S. Desthieux                        | Q. Fillon Maillet                   | Jeux olympiques                     |
| 30                                  | 2021-2022                           | 04-03-2022                          | Kontiolahti                         | Relais 4 x 7,5 km                   | Médaille de bronze                  | A. Guigonnat                        | É. Jacquelin                        | S. Desthieux                        | Q. Fillon Maillet                   | Coupe du monde                      |
| 31                                  | 2021-2022                           | 13-03-2022                          | Otepää                              | Relais mixte                        | Médaille de bronze                  | S. Desthieux                        | Q. Fillon Maillet                   | C. Chevalier                        | J. Braisaz-Bouchet                  | Coupe du monde                      |
| 32                                  | 2022-2023                           | 01-12-2022                          | Kontiolahti                         | Relais 4 x 7,5 km                   | Médaille de bronze                  | É. Perrot                           | F. Claude                           | É. Jacquelin                        | Q. Fillon Maillet                   | Coupe du monde                      |
| 33                                  | 2022-2023                           | 08-01-2023                          | Pokljuka                            | Relais mixte                        | Médaille d'or                       | F. Claude                           | Q. Fillon Maillet                   | A. Chevalier-Bouchet                | J. Simon                            | Coupe du monde                      |
| 34                                  | 2022-2023                           | 13-01-2023                          | Ruhpolding                          | Relais 4 x 7,5 km                   | Médaille de bronze                  | É. Perrot                           | Q. Fillon Maillet                   | A. Guigonnat                        | F. Claude                           | Coupe du monde                      |
| 35                                  | 2022-2023                           | 22-01-2023                          | Antholz                             | Relais 4 x 7,5 km                   | Médaille d'argent                   | A. Guigonnat                        | F. Claude                           | É. Jacquelin                        | Q. Fillon Maillet                   | Coupe du monde                      |
| 36                                  | 2022-2023                           | 08-02-2023                          | Oberhof                             | Relais mixte                        | Médaille de bronze, monde           | J.Simon                             | A. Chevalier-Bouchet                | É. Jacquelin                        | Q. Fillon Maillet                   | Championnats du monde               |
| 37                                  | 2022-2023                           | 18-02-2023                          | Oberhof                             | Relais 4 x 7,5 km                   | Médaille d'or, monde                | A. Guigonnat                        | F. Claude                           | É. Jacquelin                        | Q. Fillon Maillet                   | Championnats du monde               |
| 38                                  | 2023-2024                           | 25-11-2023                          | Ostersund                           | Relais mixte                        | Médaille d'or                       | Q. Fillon Maillet                   | É. Jacquelin                        | J. Braisaz-Bouchet                  | L.Jeanmonnot                        | Coupe du monde                      |
| 39                                  | 2023-2024                           | 30-11-2023                          | Ostersund                           | Relais 4 x 7,5 km                   | Médaille d'argent                   | É. Perrot                           | É. Jacquelin                        | F. Claude                           | Q. Fillon Maillet                   | Coupe du monde                      |
| 40                                  | 2023-2024                           | 10-12-2023                          | Hochfilzen                          | Relais 4 x 7,5 km                   | Médaille d'argent                   | É. Perrot                           | É. Jacquelin                        | F. Claude                           | Q. Fillon Maillet                   | Coupe du monde                      |
| 41                                  | 2023-2024                           | 07-02-2024                          | Nové Město                          | Relais mixte                        | Médaille d'or, monde                | É. Perrot                           | Q. Fillon Maillet                   | J. Braisaz-Bouchet                  | J.Simon                             | Championnats du monde               |
| 42                                  | 2023-2024                           | 15-02-2024                          | Nové Město                          | Relais mixte simple                 | Médaille d'or, monde                | Q. Fillon Maillet                   | L. Jeanmonnot                       | Q. Fillon Maillet                   | L. Jeanmonnot                       | Championnats du monde               |
| 43                                  | 2023-2024                           | 17-02-2024                          | Nové Město                          | Relais 4 x 7,5 km                   | Médaille de bronze, monde           | É. Perrot                           | É. Jacquelin                        | F. Claude                           | Q. Fillon Maillet                   | Championnats du monde               |
| 44                                  | 2023-2024                           | 03-03-2024                          | Oslo                                | Relais mixte                        | Médaille d'or                       | J.Simon                             | S. Chauveau                         | F. Claude                           | Q. Fillon Maillet                   | Coupe du monde                      |
| 45                                  | 2024-2025                           | 30-11-2024                          | Kontiolahti                         | Relais mixte                        | Médaille d'argent                   | Julia Simon                         | Q. Fillon Maillet                   | Julia Simon                         | Q. Fillon Maillet                   | Coupe du monde                      |
| 46                                  | 2024-2025                           | 01-12-2024                          | Kontiolahti                         | Relais 4 x 7,5 km                   | Médaille d'or                       | F. Claude                           | Q. Fillon Maillet                   | É. Perrot                           | É. Jacquelin                        | Coupe du monde                      |
| 47                                  | 2024-2025                           | 15-12-2024                          | Hochfilzen                          | Relais 4 x 7,5 km                   | Médaille d'or                       | F. Claude                           | Q. Fillon Maillet                   | É. Perrot                           | É. Jacquelin                        | Coupe du monde                      |
| 48                                  | 2024-2025                           | 17-01-2025                          | Ruhpolding                          | Relais 4 x 7,5 km                   | Médaille d'or                       | É. Claude                           | F. Claude                           | Q. Fillon Maillet                   | É. Jacquelin                        | Coupe du monde                      |
| 49                                  | 2024-2025                           | 25-01-2025                          | Antholz - Anterselva                | Relais 4 x 7,5 km                   | Médaille d'or                       | F. Claude                           | Q. Fillon Maillet                   | Éric Perrot                         | É. Jacquelin                        | Coupe du monde                      |
| 50                                  | 2024-2025                           | 22-02-2025                          | Lenzerheide                         | Relais 4 x 7,5 km                   | Médaille d'argent, monde            | Émilien Claude                      | F. Claude                           | É. Perrot                           | Q. Fillon Maillet                   | Championnat du monde                |
| 51                                  | 2024-2025                           | 09-03-2025                          | Nové Město                          | Relais 4 x 7,5 km                   | Médaille d'or                       | Émilien Claude                      | O. Lombardot                        | F. Claude                           | Q. Fillon Maillet                   | Coupe du monde                      |

### Championnats d'Europe Open
| Édition \ Épreuve | Individuel | Sprint | Poursuite | Relais |
| ----------------- | ---------- | ------ | --------- | ------ |
| Nové Město 2014   | 4e         | 9e     | 6e        | 8e     |

### Championnats du monde juniors et de la jeunesse
| Édition \ Épreuve | Individuel | Sprint | Poursuite | Relais                   |
| ----------------- | ---------- | ------ | --------- | ------------------------ |
| Nové Město 2011   | 67e        | 20e    | 11e       | 8e                       |
| Obertilliach 2013 | 11e        | 5e     | 4e        | Médaille d'argent, monde |

Légende :
- participation aux Championnats du monde de la jeunesse

- : deuxième place, médaille d'argent

### Championnats d'Europe juniors
| Édition \ Épreuve | Individuel | Sprint | Poursuite | Relais mixte          |
| ----------------- | ---------- | ------ | --------- | --------------------- |
| Bansko 2013       | 5e         | 26e    | 5e        | Médaille d'or, Europe |

Légende :
- : première place, médaille d'or

### Championnats de France
- 2016
  - 3e de la mass start
- 2017
  - Champion de France de la mass start
- 2018
  - Champion de France de la mass start
  - 2e du relais mixte simple (avec Anaïs Bescond)
- 2019
  - 3e de la mass start
- 2021
  - Champion de France de la mass start
- 2022
  - 2e de la mass start

### Championnats de France de biathlon d'été
- 2016
  - 3e de la poursuite
- 2017
  - Champion de France du sprint court
- 2018
  - 3e du sprint
- 2019
  - Champion de France du sprint court
  - 2e du sprint
- 2020
  - Champion de France du sprint court
  - 2e du sprint
  - 3e de la poursuite
- 2021
  - Champion de France du sprint court
  - Champion de France de la poursuite
  - 2e du sprint
- 2022
  - 2e du sprint court
  - 3e du sprint

## Distinctions

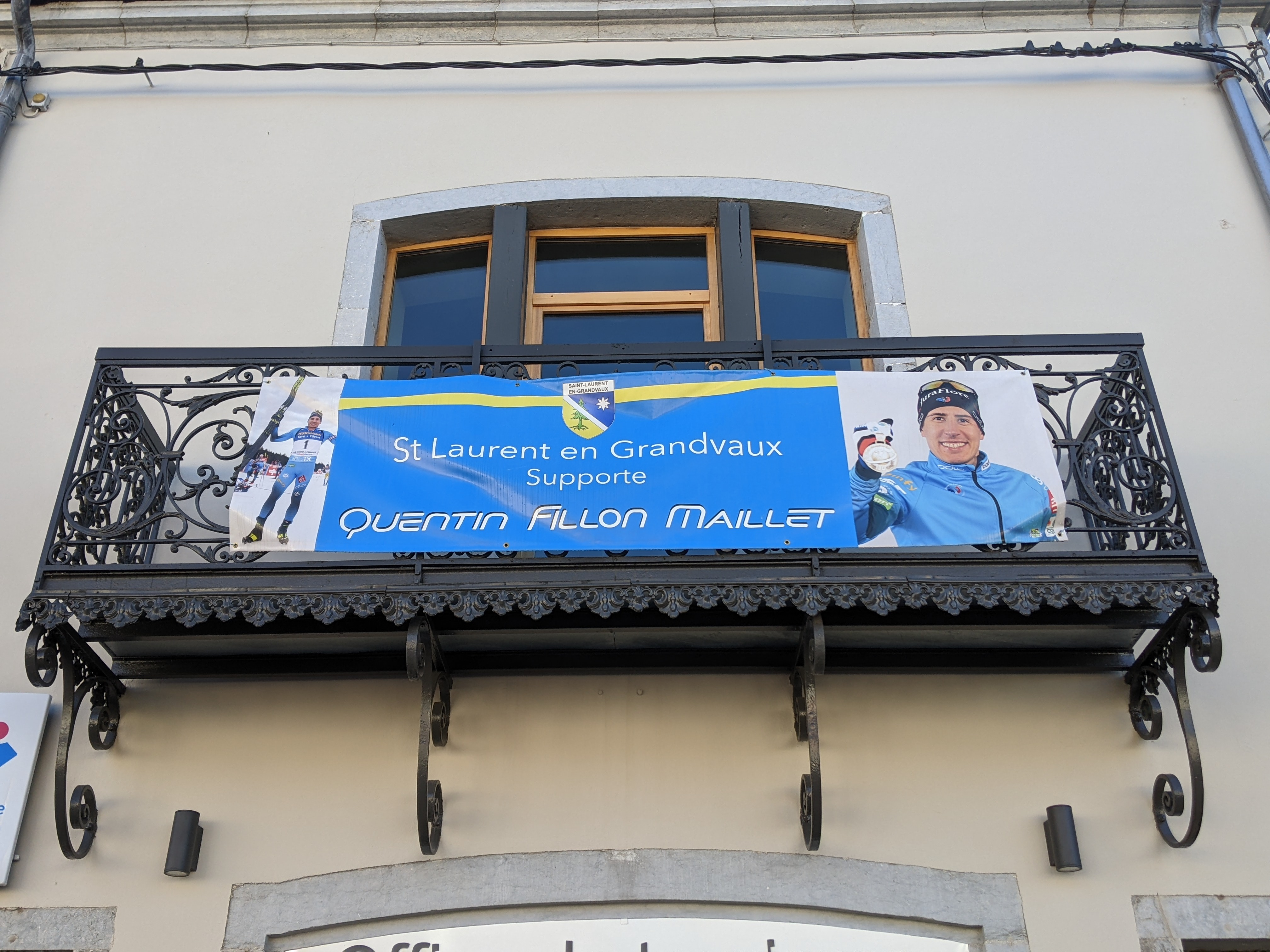
Banderole de soutien de la ville de Saint-Laurent-en-Grandvaux à Quentin Fillon Maillet.

- Sportif français de l'année 2022 par Eurosport
- Médaille Holmenkollen en 2025[82]

### Décorations
- Chevalier de la Légion d'honneur en 2022 [83]
- Médaille de la jeunesse, des sports et de l'engagement associatif, or en 2024[84]